# Jacques Judah Lyons
Jacques Judah Lyons (Suriname, 25 augustus 1814 - New York, 12 augustus 1877) was een in Surinaams-Amerikaans rabbijn.

## Biografie
Lyons werd geboren en getogen in Suriname. Hier kreeg hij ook zijn priesteropleiding van de Spaans-Portugees-joodse gemeente aldaar, Neveh Shalom. In 1837 verliet hij Suriname en vertrok hij naar Richmond, Virginia, waar hij twee jaar predikant was van de congregatie Beth Schalom. In 1839 werd hij gekozen tot predikant van de Spaans-Portugese gemeente Shearith Israel in Manhattan, New York, waar hij Isaac Seixas opvolgde. Hij diende de congregatie achtendertig jaar lang, waarbij hij met succes elke vernieuwingsbeweging tegen wist te houden.
Lyon was medeoprichter van het ziekenhuis The Jews' Hospital (nu Mount Sinai Hospital), actief betrokken bij de oprichting van de Joodse Raad van Afgevaardigden en Hebreeuwse Vrije Scholen en - in verband met zijn eigen gemeente - opzichter van de Polonies Talmud Torah School. Jarenlang was hij voorzitter van de Hebra Hased ve-Emet en van het Sampson Simpson Theological Fund.
Lyons bleef zijn leven lang studeren en verzamelde een bibliotheek die nu in bezit is van het Jewish Theological Seminary of America. In 1857, samen met de priester Abraham de Sola uit Montreal, stelde hij een Hebreeuwse kalender van vijftig jaar op die hij samen met een essay over het joodse kalendersysteem publiceerde.